# 阿爾馬 (密蘇里州)
阿爾馬（英語：Alma）是位於美國密蘇里州拉法葉縣的城市。

## 人口
根據2020年美國人口普查的數據，阿爾馬的面積為0.71平方千米，皆為陸地。當地共有人口400人，而人口密度為每平方千米563人。